# 묵호항역
묵호항역(Mukho Harbor station, 墨湖港驛)은 강원특별자치도 동해시 부곡동에 위치한 묵호항선의 철도역이다. 역명과는 다르게 묵호항은 묵호역에 더 인접해 있으며, 묵호항역은 오히려 천곡항에 인접해 있다.

## 역사
- 1940년 7월 31일 : 철암역~묵호항역 간 개통으로 보통역으로 영업 개시[1]
- 1961년 5월 5일 : 북평 ~ 옥계 구간 개통으로 인해 여객, 소수화물 취급중지
- 1962년 8월 6일 : 역사신축 착공
- 1962년 11월 3일 : 역사신축 준공
- 1970년 1월 1일 : 묵호항 ~ 묵호간 연결선 개통[2]
- 1971년 9월 30일 : 부두영업을 홍익회에 이관함
- 1996년 12월 26일 : 현재의 역사 준공